# Жил отважный капитан
«Жил отважный капитан» — советский художественный фильм 1985 года, снятый режиссёром Рудольфом Фрунтовым на киностудии «Мосфильм».
Премьера фильма состоялась 4 ноября 1985 года.

## Сюжет
Действие фильма происходит в 1944 году в одном из северных приморских городов. Лейтенант Анастасий Чижов, назначенный командиром сторожевого корабля «Зверь», вместе со служащими друзьями — Черемышем, Макаревичем и Андрейчуком, участвует в боевых операциях против фашистского флота.
В начале войны, в 1941 году, Чижов проявил мужество, подбив немецкий самолёт, а теперь ему и его команде поручают задание — выяснить, как работает новое немецкое секретное оружие — самонаводящиеся торпеды. Для этого «Зверь» должен привлечь огонь врага, заполнив трюмы пробкой, чтобы корабль смог выжить после удара. Задание выполняется, но оно уносит жизни многих моряков.
Тяжело раненный Чижов попадает в госпиталь, где его находит девушка Тася, которой он успел признаться в любви перед отправкой.

## В ролях
- Александр Кулямин — Анастасий Чижов
- Маргарита Сергеечева — Тася Желдакова
- Игорь Ясулович — Владимир Макаревич («Макароныч»)
- Андрей Гусев — Черемыш
- Юрий Дуванов — Андрейчук
- Василий Петренко — Валерик Оськин
- Клара Лучко — Агния
- Владимир Дружников — командующий флотилией
- Баадур Цуладзе — скульптор
- Пётр Любешкин — отец Чижова
- Светлана Коновалова — Глафира
- Александр Январёв — Бондарь, старшина 1-й статьи
- Владимир Носик — Чухляев, старший лейтенант

## Съёмочная группа
- Режиссёр — Рудольф Фрунтов
- Сценаристы — Алексей Герман, Светлана Кармалита
- Оператор — Олег Мартынов
- Композитор — Михаил Зив
- Художник — Виктор Зенков

## Критика
Критик Пётр Черняев в журнале «Советский экран» отмечал «трепетное повествование авторов фильма рассказа о людях военной поры, об их неистребимом оптимизме, силе воли и вере в победу». По его мнению, «эмоциональными пиками фильма могли быть эпизоды боёв, смонтированных с кинохроникой», которые таковыми «не стали из-за чрезмерной информативности и картинности». В завершении своей статьи он написал: «Этот фильм — ещё один знак вечной признательности советских людей, тем, кто отдал жизнь за Родину, за свой народ».
Критик П. Аркадьев в газете «Советская культура» также высказался о фильме положительно: «Создателям ленты „Жил отважный капитан“ часто удаётся вызывать эмоциональный отклик в зале. Нам становятся небезразличны судьбы и Макаревича (И. Ясулович), и Черемыша (А. Гусев), и малярши Агнии (К. Лучко), и сурового лейтенанта Чухляева (В. Носик): мы как бы на время „поселились“ среди них».